# Fairlight (företag)

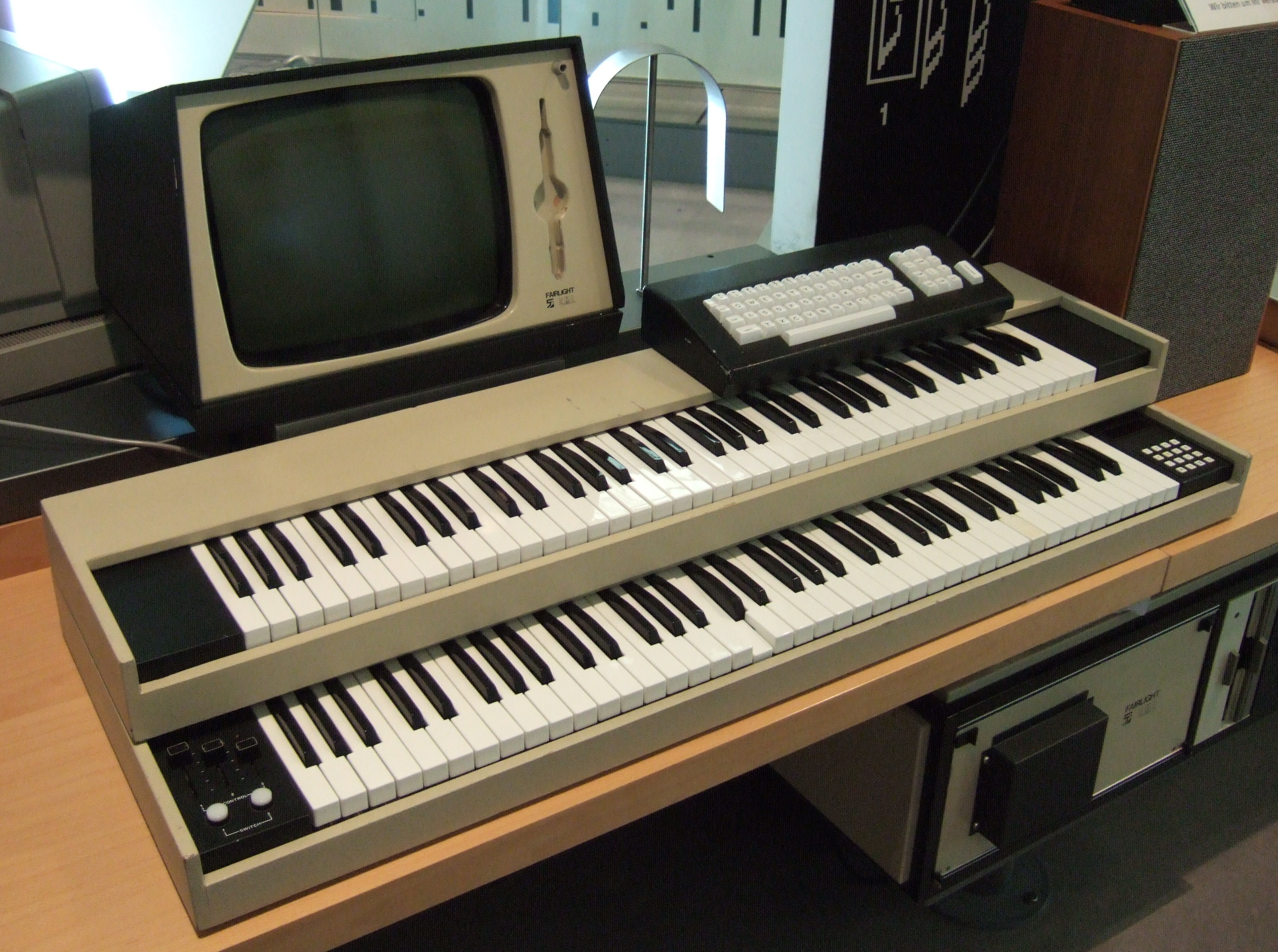
En Fairlight CMI med tillhörande skärm och klaviaturer. Själva datorn syns under skrivbordet. Musikern kunde interagera med datorn med ett tangentbord och en ljuspenna.

Fairlight är det australiska företag som tillverkade en av de första samplingssystemen (eller samplingsynthesizer) för musik. Samplerns fullständiga namn var Fairlight Computer Music Instrument, CMI, men den kallades ofta bara Fairlight. Fairlight gjorde även Fairlight Computer Video Instrument, CVI. CMI:n var populär hos artister som Jean Michel Jarre och Peter Gabriel. Företaget grundades år 1975 och finns kvar idag (år 2013) och tillverkar digital ljudinspelnings- och redigeringsutrustning. 